# Bossiaea stephensonii
Bossiaea stephensonii är en ärtväxtart som beskrevs av Ferdinand von Mueller. Bossiaea stephensonii ingår i släktet Bossiaea och familjen ärtväxter. Inga underarter finns listade i Catalogue of Life.